# Vama Marga
Vama Marga – wieś w Rumunii, w okręgu Caraș-Severin, w gminie Marga. W 2011 roku liczyła 79 mieszkańców. 